# Ævar gamli Ketilsson
Ævar gamli Ketilsson (apelidado de o Velho, n. 885) foi um caudilho víquingue e um dos primeiros colonos de Austur-Húnavatnssýsla na Islândia, considerado patriarca do clã familiar dos Æverlingar. Filho do guerreiro norueguês Ketill Vemundsson e Thurid, filha do rei Harald Gulskeg de Sogn.
Ævar centrava todas as suas actividades em incursões víquingues, acompanhado pelos seus filhos Karl (n. 921), Þorbjörn strjúgur (n. 923) e Þórður mikill (n. 925). Um outro filho Véfróður era demasiado pequeno para os acompanhar e veio mais tarde para a herdade da família.
A sua figura histórica é mencionada, entre outras fontes, na saga Flóamanna. Entre os seus descendentes mais importantes, se encontra o goði Hafliði Másson, oficial varangiano e protagonista da Þorgils saga ok Hafliða.